# 강사
강사(講師)는 강의를 하는 사람을 말한다. 교육 시설(학교 등)과 연구 시설(연구소 등)에 소속된 교원의 직종으로 여겨진다.